# Вакула, Владислав Олегович
Владисла́в Оле́гович Ваку́ла (укр. Владислав Олегович Вакула; род. 29 апреля 1999, Берди́чев, Житомирская область) — украинский футболист, полузащитник и нападающий луганской «Зари».

## Биография
В 2016 году играл в чемпионате Харьковской области за СК «Металлист». Летом 2016 года перешёл в каменскую «Сталь». Первоначально выступал за юношеский и молодёжный составы клуба. 5 августа 2017 года впервые сыграл в Премьер-лиге, заменив Юрия Климчука на 54-й минуте матча с «Карпатами» (1:3).
В июне 2018 года подписал контракт с «Мариуполем». Дебютировал в составе команды 29 июля 2018 года в домашнем матче против «Десны». Вакула вышел на замену на 67-й минуте, когда «Мариуполь» проигрывал со счётом 0:3. В течение минуты после появления на поле он сократил разрыв в счёте, реализовав выход один на один с вратарём. Через несколько минут Вакула обыграл в штрафной площади троих игроков «Десны» и едва не забил второй гол, однако мяч после его удара прошёл рядом со штангой. В итоге после контратаки «Мариуполь» пропустил ещё один мяч и проиграл со счётом 1:4. Через три дня «приазовцы» принимали в Одессе стокгольмский «Юргорден» в рамках второго квалификационного раунда Лиги Европы. В этой игре Владислав вышел на поле при счёте 1:1 и заработал пенальти, который реализовал Руслан Фомин.

## Достижения
«Шахтёр» (Донецк)
- Чемпион Украины: 2019/20
- Серебряный призёр чемпионата Украины: 2020/21

«Полесье» (Житомир)
- Победитель Первой лиги Украины: 2022/23